# Aspidiotus zizyphi
Aspidiotus zizyphi är en insektsart som beskrevs av Hall 1929. Aspidiotus zizyphi ingår i släktet Aspidiotus och familjen pansarsköldlöss.
Artens utbredningsområde är Zimbabwe. Inga underarter finns listade i Catalogue of Life.